# Wira Popkowa
Wira Iwaniwna Popkowa ukr. Віра Іванівна Попкова, ros. Вера Ивановна Попкова, z domu Kabreniuk ukr. Кабренюк (ur. 2 kwietnia 1943 w Czelabińsku, zm. 29 września 2011 we Lwowie) – ukraińska lekkoatletka reprezentująca Związek Radziecki, sprinterka, medalistka olimpijska z 1968 oraz medalistka mistrzostw Europy.
Urodziła się w Czelabińsku podczas II wojny światowej. Jej rodzice uciekli przez frontem z rodzinnego Kirowohradu.
Zdobyła złoty medal na uniwersjadzie w 1961 w Sofii w sztafecie 4 × 100 metrów oraz brązowy w biegu na 200 metrów. Na uniwersjadzie w 1963 w Porto Alegre ponownie zwyciężyła w sztafecie 4 × 100 metrów i zdobyła srebrny medal w biegu na 100 metrów.
Zdobyła dwa brązowe medale w biegu na 200 m i w 4 × 100 m na mistrzostwach Europy w 1966 w Budapeszcie (sztafeta biegła w składzie: Popkowa, Wałentyna Bolszowa, Ludmiła Samotiosowa i Renāte Lāce). W finale biegu na 100 m zajęła 5. miejsce. Na europejskich igrzyskach halowych w 1967 w Pradze zwyciężyła wraz z koleżankami w sztafecie 4 × 1 okrążenie (w składzie: Bolszowa, Tatjana Tałyszewa, Galina Bucharina i Popkowa) oraz w sztafecie szwedzkiej 1+2+3+4 okrążenia (w składzie: Bolszowa, Popkowa, Tatjana Arnautowa i Nadieżda Sieropiegina), a w biegu na 50 metrów zajęła 6. miejsce. Zwyciężyła w 1+2+3+4 okrążenia (w składzie: Lilja Tkaczenko, Popkowa, Sieropiegina i Natalja Pieczonkina) na europejskich igrzyskach halowych w 1968 w Madrycie, a sztafeta 4 × 1 okrążenie z jej udziałem została zdyskwalifikowana.
Na igrzyskach olimpijskich w 1968 w Meksyku zdobyła wraz z koleżankami brązowy medal w sztafecie 4 × 100 metrów (sztafeta radziecka biegła w składzie: Ludmiła Żarkowa, Bucharina, Popkowa i Samotiosowa). Startowała również w biegu na 200 metrów, ale odpadła w półfinale. Zwyciężyła w sztafecie 1+2+3+4 okrążenia (w składzie: Popkowa, Samotiosowa, Raisa Nikanorowa i Anna Zimina) na europejskich igrzyskach halowych w 1969 w Belgradzie, zdobyła srebrny medal w sztafecie 4 × 1 okrążenie (w składzie: Bucharina, Popkowa, Ludmiła Gołomazowa i Samotiosowa). Na pierwszych halowych mistrzostwach Europy w 1970 w Wiedniu zwyciężyła w sztafecie 4 × 1 okrążenie (w składzie: Nadieżda Biesfamilna, Popkowa, Bucharina i Samotiosowa), a w biegu na 60 metrów odpadła w półfinale.
W kolejnym sezonie skoncentrowała się na bieganiu na 400 metrów. Zwyciężyła na tym dystansie oraz w sztafecie 4 × 400 metrów (w składzie: Lubow Finogenowa, Galina Kamardina, Popkowa i Ludmyła Aksionowa) na halowych mistrzostwach Europy w 1971 w Sofii.
Zdobyła brązowy medal w sztafecie 4 × 400 m na mistrzostwach Europy w 1971 w Helsinkach (w składzie: Nikanorowa, Popkowa, Nadieżda Kolesnikowa i Natalja Czistiakowa). W 1973 zakończyła karierę lekkoatletyczną i przeprowadziła się do Lwowa.
Popkowa była mistrzynią ZSRR w biegu na 100 m w 1966 i 1967, na 200 m w 1965 i 1966 oraz na 400 m w 1970. Była również halową mistrzynią ZSRR na 100 m w 1971 i na 400 m w 1966 i 1971.
Wyrównała rekord ZSRR w biegu na 200 metrów (23,0 s 28 września 1968 w Meksyku), ustanowiła rekordy ZSRR trzykrotnie w sztafecie 4 × 100 metrów (do 43,4 s 20 października 1968 w Meksyku) i w sztafecie 4 × 400 metrów (3:33,0 29 sierpnia 1971 w Moskwie).
Rekordy życiowe Popkowej:
| Konkurencja        | Data i miejsce           | Wynik  |
| ------------------ | ------------------------ | ------ |
| bieg na 100 metrów | 1968                     | 11,3 s |
| bieg na 200 metrów | 28 września 1968, Meksyk | 23,0 s |

Po zakończeniu kariery lekkoatletycznej przeniosła się do Lwowa, gdzie pracowała jako inżynier w Instytucie Inżynierii Radiowej. Zmarła 29 września 2011 we Lwowie.